# Tetsuya Ogura
Tetsuya Ogura (小椋 哲也 Ogura Tetsuya?), född 26 augusti 1970 i Kanagawa prefektur, är en japansk tidigare fotbollsspelare.
Ogura började sin karriär 1993 i Gamba Osaka. 1995 flyttade han till Kyoto Purple Sanga. Han avslutade karriären 1995.